# Cymbidium tigrinum
Cymbidium tigrinum је врста орхидеја из рода Cymbidium и породице Orchidaceae. Нису наведене подврсте у Catalogue of Life.
Први пут је откривена у Нагаланду, у североисточном делу Индије.